# ژاستالاپ (استان آتیرائو)
ژاستالاپ (قزاقی: Жасталап) یک منطقه مسکونی در قزاقستان است که در استان آتیرائو واقع شده است.